# Sport Club Genus de Porto Velho
El Sport Club Genus de Porto Velho es un equipo de fútbol de Brasil que juega en el Campeonato Rondoniense, la primera división del estado de Rondonia.

## Historia
Fue fundado el 15 de noviembre de 1981 en el municipio de Porto Velho, capital del estado de Rondonia con el nombre SC Genus Rondoniense, es considerado uno de los principales equipos del estado y de los pocos equipos que pueden competir ante los equipos del interior del estado. En junio de 1994 se fusiona con el Juventus AC y en 2006 cambia su nombre por el que tiene actualmente.
En el año 2000 participa por primera vez en el Campeonato Brasileño de Serie C donde es eliminado en la primera ronda al terminar en último lugar de su zona. En 2001 luego de terminar en tercer lugar de la Copa Norte logra la clasificación al Campeonato Brasileño de Serie D por segunda ocasión, donde vuelve a ser eliminado en la primera ronda al terminar en último lugar de su zona.
En 2009 se convierte en uno de los equipos fundadores del Campeonato Brasileño de Serie D luego de ser finalista del Campeonato Rondoniense, en el cual logra superar la primera ronda como segundo lugar de su grupo, pero es eliminado en la segunda ronda 1-3 por el Sao Raimundo del estado de Pará, finalizando en el puesto 20 entre 38 equipos.
En 2013 vuelve al Campeonato Brasileño de Serie D al quedar en tercer lugar del Campeonato Rondoniense ese año, donde es eliminado en la primera ronda al terminar en último lugar de su zona finalizando en el lugar 36 entre 40 equipos. Un año después participa nuevamente en la cuarta división nacional al ser el club mejor ubicado que aceptó participar por quedar en sexto lugar en el Campeonato Rondoniense. En esta ocasión vuelve a ser eliminado en la primera ronda al terminar en sexto lugar en su zona entre siete equipos, finalizando en el lugar 21 entre 41 equipos.
En 2015 se convierte por primera vez en campeón estatal, logrando por primera vez la clasificación a la Copa de Brasil y regresa al Campeonato Brasileño de Serie D en 2016. En la copa nacional elimina en la primera ronda 3-2 al AS Arapiraquense del estado de Alagoas, pero es eliminado en la segunda ronda 0-4 por el AA Ponte Preta del estado de Sao Paulo; mientras que en la cuarta división nacional es eliminado en la primera ronda al terminar en tercer lugar de su zona solo delante del Trem Desportivo Clube del estado de Amapá, finalizando en el puesto 44 entre 68 equipos.

## Uniformes Anteriores
| Local 2018  | Visita 2018 | Tercero 2018 | Local 2017  | Visita 2017 |
| Local 2016  | Visita 2016 | Local 2015   | Visita 2015 | Local 2014  |
| Visita 2014 | Local 2013  | Visita 2013  |             |             |

## Palmarés
- Campeonato Rondoniense: 1

2015

## Jugadores

### Jugadores destacados
- Elsinho